# 那个女人
《那个女人》是由艾尔玛·法蒂玛执导，米米·拉娜、西蒂·哈丽莎、祖尔·阿里芬等人主演的马来语电视剧，原定于2022年4月通过TV3播出，后于2023年6月1日起在网络播放平台Tonton正式播出。

## 演员阵容
- 米米·拉娜  饰演 Khalish
- 西蒂·哈丽莎
- 祖尔·阿里芬 饰演 Emir
- 艾丽莎·艾米丽拉 饰演 Wardah
- 埃尔弗里娜·A 饰演 Yasmina
- 艾曼·玛南
- 阿玛·阿斯拉夫 饰演 Remy
- 伊克巴勒·祖克菲利

## 剧情争议
2022年3月中旬，演员祖尔·阿里芬在他的Instagram释出剧集预告片。其中，祖尔·阿里芬與茜蒂哈麗莎表情挑逗激情擁抱、男方背对镜头脱去上衣与女方接吻，亦有女方身著女僕裝共嘗生奶油等场景，即刻引致部分網民批评。此話題更是超越當日在2022年全英羽毛球公开赛對決的馬來西亞羽球國手李梓嘉與男單世界第一桃田贤斗，成为马来西亚推特趋势热搜。由于马来西亚國民逾60%信奉伊斯兰教、民風較爲保守，该场景被大部分穆斯林等群体认为是“过度淫秽”的色情片。此外，该场景因有違当地風情而受到穆斯林神职人员批判，宣稱如此敏感的内容不宜在即将到来的斋戒月期间播出。也有网民表示，即使是在斋戒月后也不应该釋出這部戲劇，認爲剧情会间接破坏穆斯林形象。同时，也有思想较为开放的公衆认为这些内容只是演员在配合剧情需要演出，无须与宗教挂钩。

### 回应
电视频道TV3强調并無計劃拍攝此場景，且澄清此片段未曾獲准外釋。
导演艾尔玛·法蒂玛则在社交平台上发布一张黑豹打坐、写有的照片，并表示“真相很快就会揭晓”。

### 其他反应
马来西亚回教发展局以短片内容“抵触宗教道德底线”爲由，传召包括男女演员在内的制作团队进行问话。首相署（宗教事务）副部长拿督阿末·玛索指出，该部门将与通讯及多媒体部进一步讨论此事。